# Ghazalla Sial
Ghazalla Sial ou Ghazala Siyal (em urdu:  غزالہ سیال‎) é uma política paquistanesa membro da Assembleia Provincial de Sindh desde junho de 2013.

## Infância e educação
Ela nasceu em 29 de janeiro de 1966 no distrito de Khairpur. Ela obteve um LLB e o Master of Arts da Shah Abdul Latif University. Ela também é mestre em direito.

## Carreira política
Ela foi eleita para a Assembleia Provincial de Sindh como candidata do Partido Popular do Paquistão (PPP) numa cadeira reservada para mulheres nas eleições gerais de 2013 no Paquistão.
Ela foi então reeleita para a Assembleia Provincial de Sindh como candidata dos Parlamentares do Partido Popular do Paquistão a uma cadeira semelhante nas eleições gerais do Paquistão de 2018.